# Jersei de coll alt

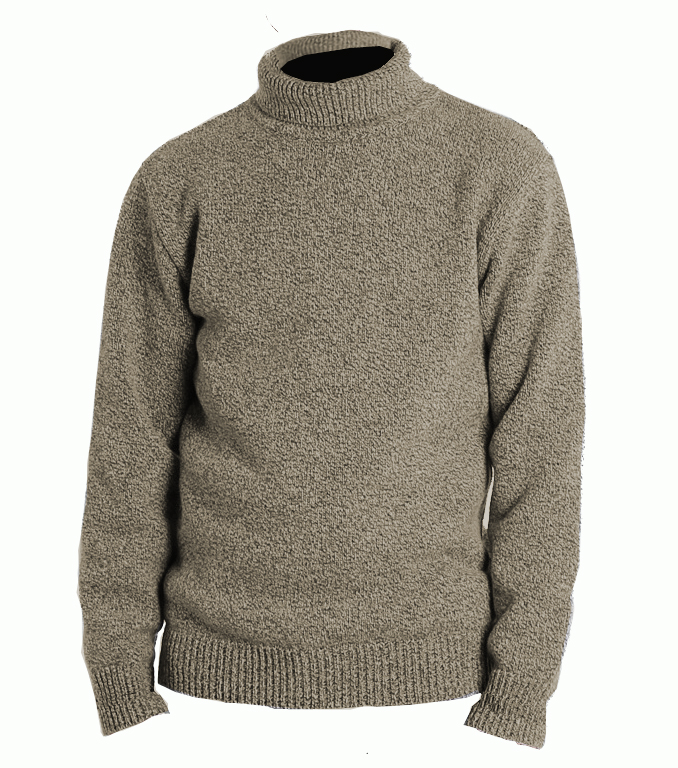
Jersei de coll alt

El jersei de coll alt és un jersei tancat, amb mànigues llargues, coll alt i cintura elastitzada. És un dels tipus de jersei més clàssics i d'ús més habitual.
El nom català d'aquesta peça és emimentment descriptiu. En anglès s'anomena polo-neck sweater i polo-neck pullover (turtle neck sweater als EUA).
Un altre tipus de jersei emparentat amb el de coll alt és el niqui, que se'n diferencia perquè és de punt lleuger (no gaire d'abric) i perquè manca d'elàstic a la cintura, que cau flonja.
El jersei de coll alt fou una de les primeres variants de jersei a popularitzar-se, entorn de 1890, quan començà a usar-se per a practicar esports com el golf, el tennis i el ciclisme. S'optà pel coll alt per comoditat: protegia el coll de l'usuari i estalviava d'usar bufanda. D'aquest ús inicial prové que encara avui el maillot de ciclisme acostumi de dur coll alt.
Als anys cinquanta el jersei de coll alt, sobretot el de color negre, era característic dels existencialistes, i ha restat entre els símbols de l'intel·lectual progressista i engatjat (políticament compromès).
Com a peça d'uniforme militar, el jersei de coll alt és típic de la marineria; també és tradicional en la marina mercant. D'ací que formi part de la indumentària característica del capità Haddock d'Hergé.
El jersei de coll alt (maglione) de color gris fou molt popular entre les milícies feixistes italianes, fins al punt d'esdevenir reglamentari el 1944 per a l'exèrcit de Salò.